# 4 x 100 meter frisim för herrar i simning vid olympiska sommarspelen 2024

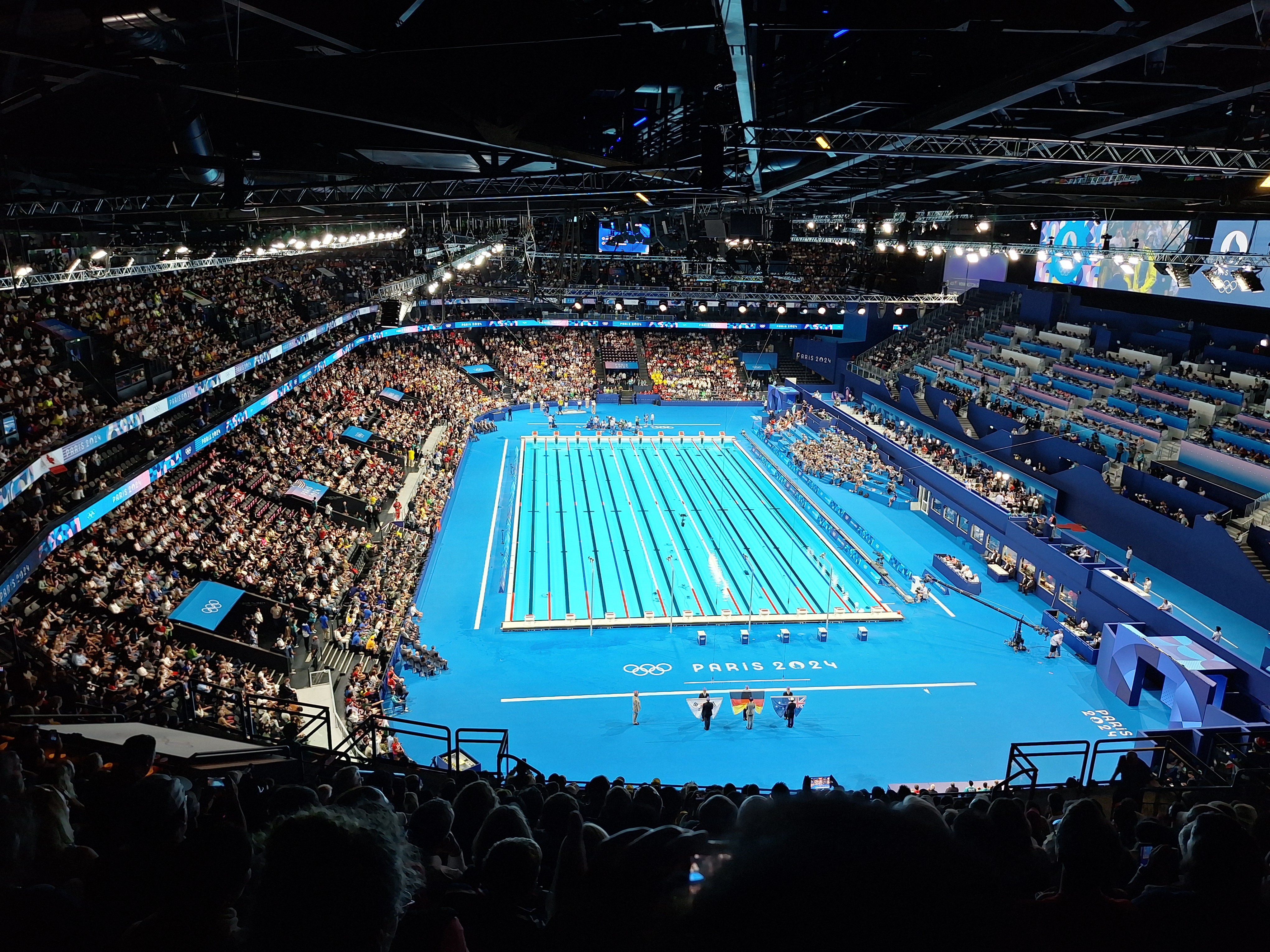
Paris La Défense Arena

Herrarnas 4×100 meter frisim vid olympiska sommarspelen 2024 avgjordes den 27 juli 2024 i Paris La Défense Arena, som var ombyggd till en bassäng för simtävlingarna.

## Resultat

### Försöksheat
Lagen med de 8 bästa tiderna gick vidare till final.
| Placering | Heat | Bana | Nation         | Simmare | Tid     | Noteringar |
| --------- | ---- | ---- | -------------- | --- | ------- | ---------- |
| 1         | 1    | 5    | Kina           | Wang Haoyu (48,61) Chen Juner (48,10) Ji Xinjie (47,93) Pan Zhanle (46,98)                                  | 3.11,62 | 0Q0        |
| 2         | 2    | 4    | Australien     | Jack Cartwright (48,51) William Yang (48,39) Flynn Southam (47,91) Kyle Chalmers (47,44)                    | 3.12,25 | 0Q0        |
| 3         | 1    | 3    | Storbritannien | Duncan Scott (48,61) Jacob Whittle (47,90) Alexander Cohoon (47,91) Tom Dean (48,07)                        | 3.12,49 | 0Q0        |
| 4         | 2    | 5    | USA            | Ryan Held (48,52) Matt King (48,40) Hunter Armstrong (47,50) Caeleb Dressel (48,19)                         | 3.12,61 | 0Q0        |
| 5         | 2    | 3    | Kanada         | Finlay Knox (49,03) Yuri Kisil (48,34) Javier Acevedo (48,15) Joshua Liendo (47,25)                         | 3.12,77 | 0Q0        |
| 6         | 1    | 4    | Italien        | Lorenzo Zazzeri (48,88) Leonardo Deplano (48,23) Paolo Conte Bonin (48,03) Manuel Frigo (47,80)             | 3.12,94 | 0Q0        |
| 7         | 1    | 6    | Ungern         | Nándor Németh (48,07) Szebasztián Szabó (48,02) Ádám Jászó (48,74) Hubert Kós (48,13)                       | 3.12,96 | 0Q0        |
| 8         | 1    | 7    | Tyskland       | Josha Salchow (48,56) Rafael Miroslaw (47,87) Luca Armbruster (48,29) Peter Varjasi (48,43)                 | 3.13,15 | 0Q0, 0NR0  |
| 9         | 1    | 2    | Spanien        | Sergio de Celis (48,84) Luis Domínguez (48,27) César Castro (47,91) Mario Mollà (48,17)                     | 3.13,19 | 0NR0       |
| 10        | 2    | 6    | Brasilien      | Guilherme Caribé (48,57) Marcelo Chierighini (48,21) Gabriel Santos (48,86) Breno Correia (48,58)           | 3.14,22 |            |
| 11        | 2    | 1    | Serbien        | Velimir Stjepanović (49,10) Nikola Aćin (48,66) Justin Cvetkov (49,44) Andrej Barna (47,48)                 | 3.14,68 |            |
| 12        | 1    | 1    | Frankrike      | Hadrien Salvan (49,21) Rafael Fente-Damers (48,34) Guillaume Guth (48,66) Wissam-Amazigh Yebba (48,63)      | 3.14,84 |            |
| 13        | 1    | 8    | Polen          | Mateusz Chowaniec (49,13) Dominik Dudys (48,75) Bartosz Piszczorowicz (48,39) Kamil Sieradzki (48,67)       | 3.14,94 |            |
| 14        | 2    | 7    | Israel         | Tomer Frankel (48,60) Gal Cohen Groumi (48,22) Denis Loktev (48,87) Alexey Glivinskiy (49,72)               | 3.15,41 |            |
| 15        | 2    | 8    | Sverige        | Robin Hanson (49,09) Björn Seeliger (48,61) Elias Persson (48,71) Isak Eliasson (49,30)                     | 3:15.71 |            |
| 16        | 2    | 2    | Grekland       | Andreas Vazaios (49,50) Panagiotis Bolanos (49,68) Stergios Marios Bilas (48,70) Odysseus Meladinis (49,59) | 3.17,47 |            |

### Final
| Placering | Bana | Nation         | Simmare                                                                                         | Tid     | Noteringar |
| --------- | ---- | -------------- | ----------------------------------------------------------------------------------------------- | ------- | ---------- |
| 1         | 6    | USA            | Jack Alexy (47,67) Chris Guiliano (47,33) Hunter Armstrong (46,75) Caeleb Dressel (47,53)       | 3.09,28 |            |
| 2         | 5    | Australien     | Jack Cartwright (48,03) Flynn Southam (48,00) Kai Taylor (47,73) Kyle Chalmers (46,59)          | 3.10,35 |            |
| 3         | 7    | Italien        | Alessandro Miressi (48,04) Thomas Ceccon (47,44) Paolo Conte Bonin (48,16) Manuel Frigo (47,06) | 3.10,70 |            |
| 4         | 4    | Kina           | Pan Zhanle (46,92) 0OR0 Ji Xinjie (48,58) Chen Juner (48,10) Wang Haoyu (47,68)                 | 3.11,28 |            |
| 5         | 3    | Storbritannien | Matthew Richards (47,83) Jacob Whittle (48,54) Tom Dean (47,72) Duncan Scott (47,52)            | 3.11,61 |            |
| 6         | 2    | Kanada         | Josh Liendo (47,93) Yuri Kisil (48,18) Finlay Knox (48,26) Javier Acevedo (47,81)               | 3.12,18 |            |
| 7         | 8    | Tyskland       | Josha Salchow (48,28) Rafael Miroslaw (47,66) Luca Armbruster (48,43) Peter Varjasi (47,92)     | 3.12,29 | 0NR0       |
| 8         | 1    | Ungern         | Nándor Németh (47,76) Szebasztián Szabó (48,46) Ádám Jászó (48,38) Hubert Kós (48,51)           | 3.13,11 |            |